# 釔安定氧化鋯
釔安定氧化鋯 (英文:Yttria-stabilized zirconia, YSZ) 是一種陶瓷材料，藉由添加氧化釔改變二氧化锆的相變態溫度範圍，產生室溫下穩定的立方晶體及四方晶體。

## 機制
純氧化鋯在室溫為單斜晶相，溫度上升至約1173℃時會轉變成四方晶相，上升至2370℃時則轉換成立方晶相，於2690℃變成液相。
單斜晶相(相變態溫度:1173 °C)四方晶相(相變態溫度:2370 °C)立方晶相(熔點/凝固點:2690 °C)液體
純氧化鋯從高溫冷卻至室溫，經過相變態溫度時正方晶轉換成單斜晶，因其體積劇烈改變，造成燒結後的成品含有微裂縫，往往不堪使用。二氧化锆室溫下不以立方晶相(螢石晶體結構)存在，但藉由添加其他的氧化物，可大幅增加二氧化锆以立方晶相穩定存在的溫度範圍。參雜相安定劑的二氧化锆被稱作穩定化氧化鋯(stabilized zirconias).
除了氧化釔，氧化鈣、氧化镁、二氧化铈、氧化鋁、氧化鈧等也可以做為二氧化锆的相安定劑。
添加不同比例氧化釔的二氧化鋯有其術語，英譯如下:
- 4YSZ - 96 mol% ZrO2 4 mol% Y2O3
- 部分安定氧化鋯 (Partially Stabilized Zirconia, PSZ)
- 四方晶氧化鋯 (Tetragonal Zirconia Polycrystal, TZP)
- 8YSZ - 92 mol% ZrO2 8 mol% Y2O3
- 全安定化氧化鋯 (Fully Stabilized Zirconia, FSZ)
- 立方晶氧化鋯(Cubic Stabilized Zirconia, CSZ)

因氧化釔含量而異，線膨脹係數大致為8-10 µm/m°C

## 離子導電性

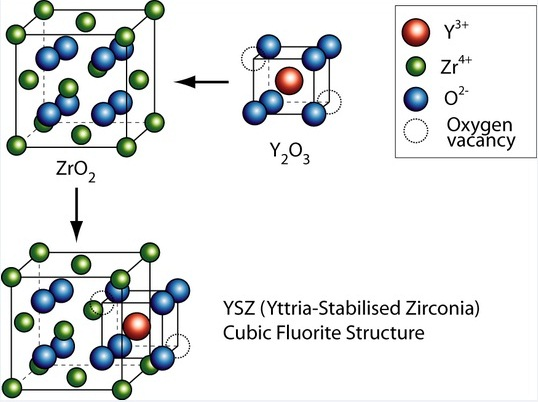
釔安定氧化鋯晶體結構示意圖

二氧化锆添加氧化釔，以Y2O3置換部分Zr2O4，晶體保持電中性立方晶相而有 O2− 空位。由於熱運動可促使 O2− 及空位遷移，釔安定氧化鋯在高溫具有離子導電性，電導率隨溫度上升而增加。利用釔安定氧化鋯的材料特性，可做為固態氧化物燃料電池元件。

## 用途

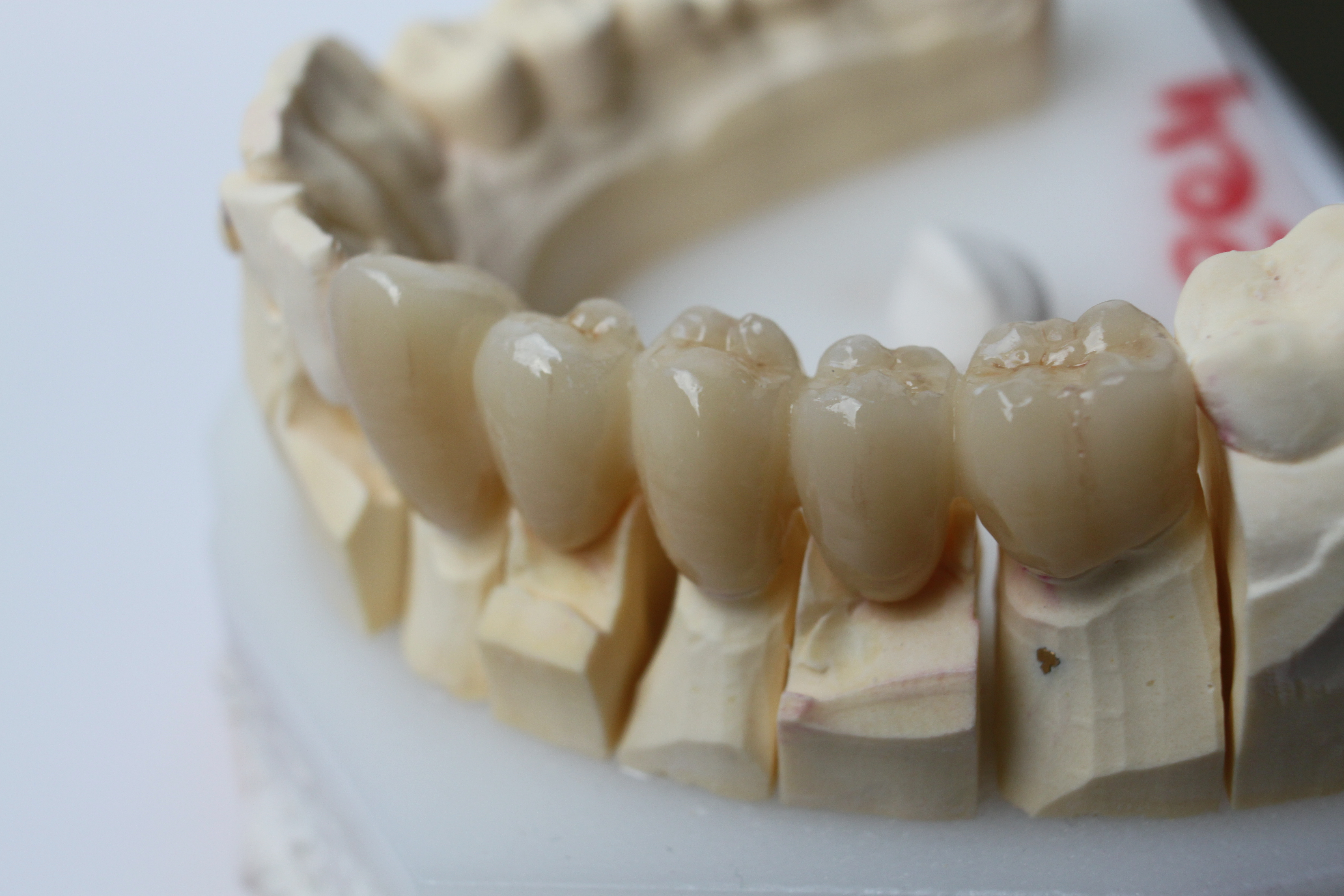
全瓷牙冠

釔安定氧化鋯(YSZ)硬度高且化學活性低，作為原料應用於:
- 人工牙冠
- 耐火材料 (例如: 噴射機引擎、汽車陶瓷煞車片)
- 燃氣渦輪機的熱阻障層
- 電子陶瓷 (例如: 偵測汽車廢氣氧氣含量的氧氣感測器（英语：Oxygen sensor）、高溫高壓水溶液之pH計探針、燃料電池).
- 固態氧化物燃料電池 (SOFC)。釔安定氧化鋯(YSZ)為其中之固態电解质，氧離子可在高溫(約800 °C-1000 °C)下移動，藉由電極兩端的氧氣濃度差產生電動勢。雖然釔安定氧化鋯(YSZ)在高溫下仍保有相當的機械強度，運作環境溫度過高為這種發電方式的不利條件。此外，也需要相當尺寸、用量的固態电解质以分隔兩處的氣體。[3]
- 合成俗稱蘇聯鑽的立方氧化鋯，有足以媲美鑽石的閃耀及硬度。
- 陶瓷刀
- 摻雜稀土元素可做為磷光測溫法的熱阻障層(TBC)兼發光物質[4]
- (二十世紀早期)能斯脫燈泡(Nernst lamp) 的燈絲
- 光纖陶瓷接頭、袖管

## 閱讀更多
Green, D.J.; Hannink, R.; Swain, M.V. (1989). Transformation Toughening of Ceramics. Boca Raton: CRC Press. ISBN 0-8493-6594-5. 
 高品質氧化鋯粉體之應用 （页面存档备份，存于）